# St. Peter-on-the-Wall

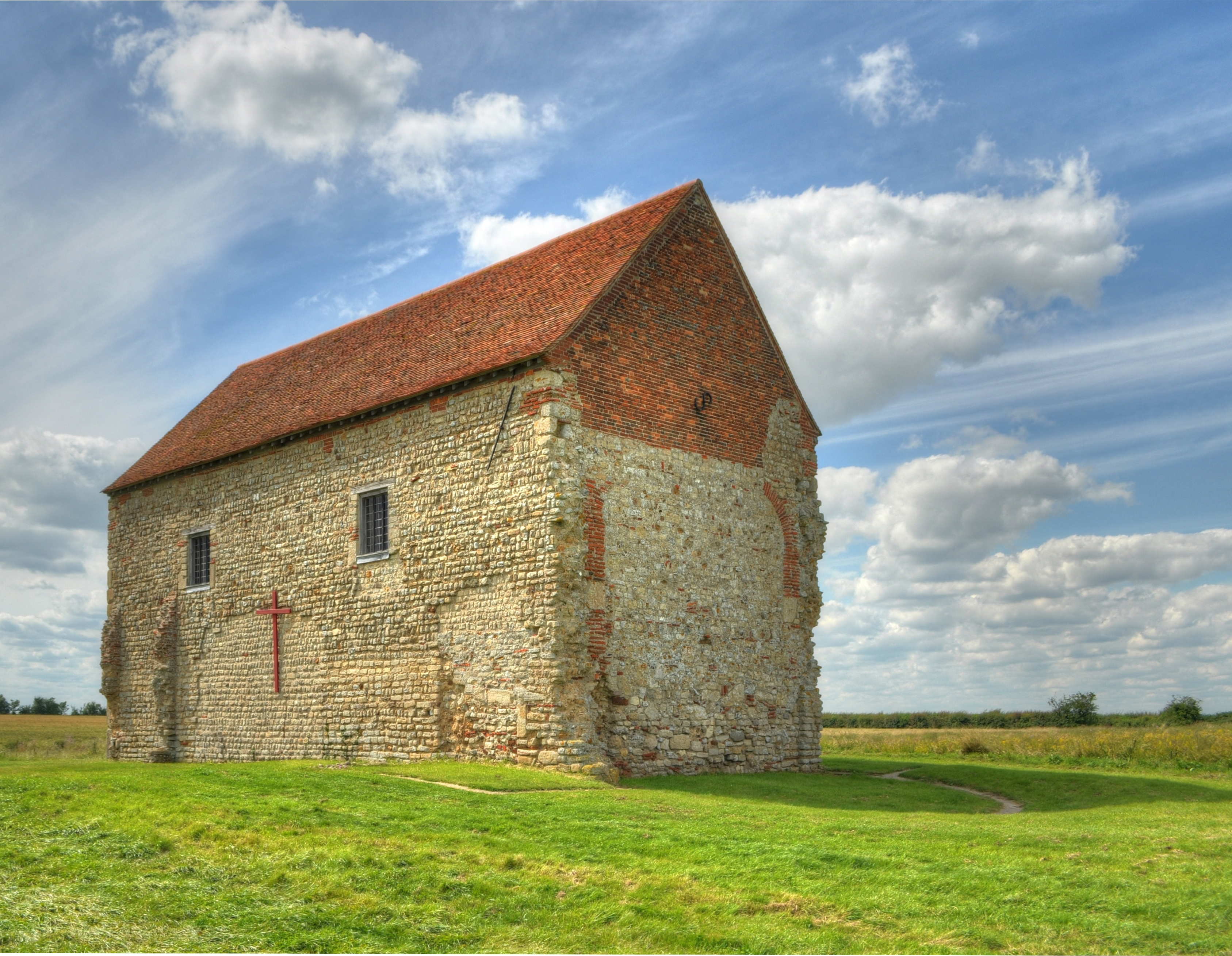
Ansicht von Südosten

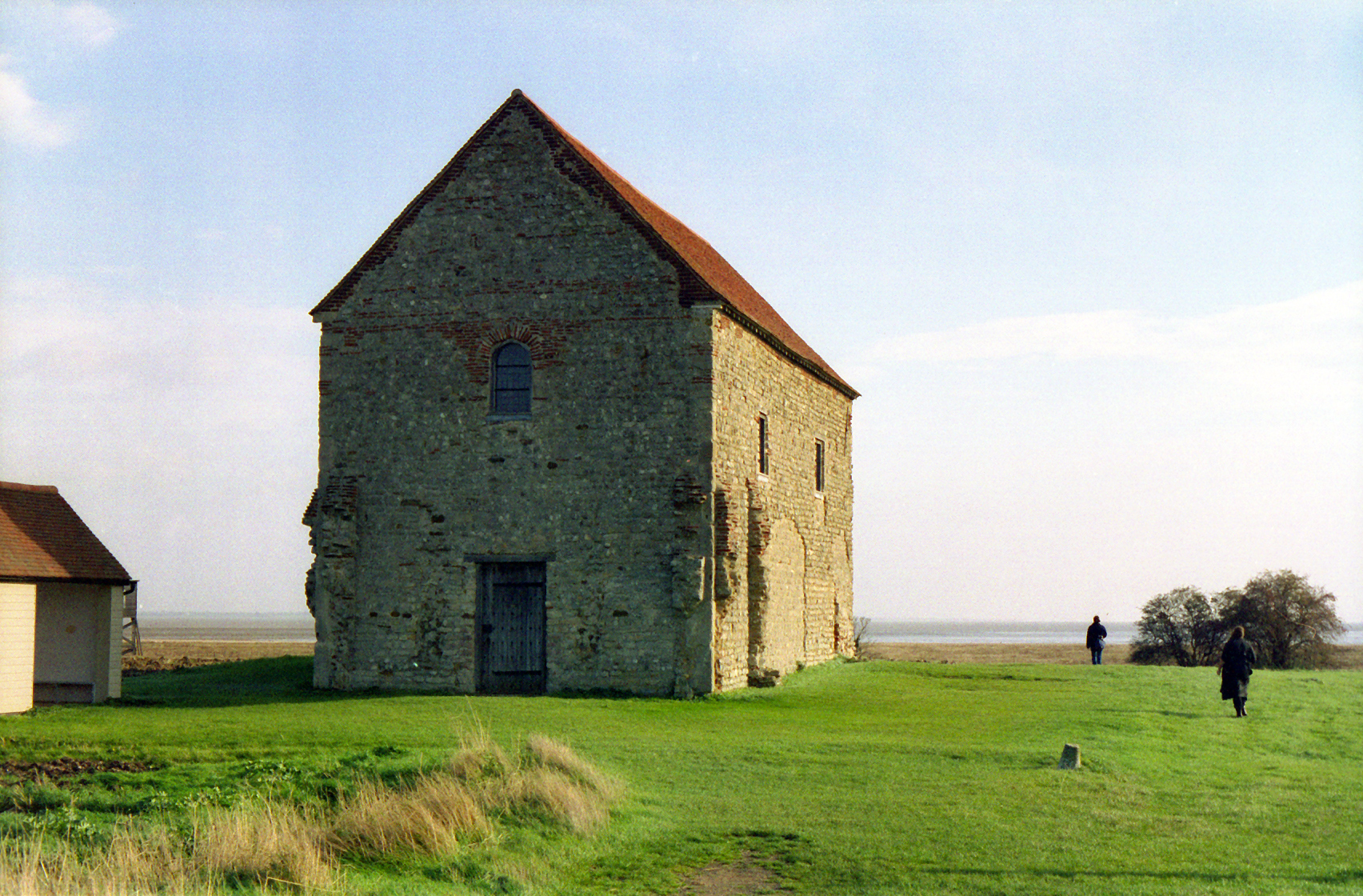
Ansicht von Westen

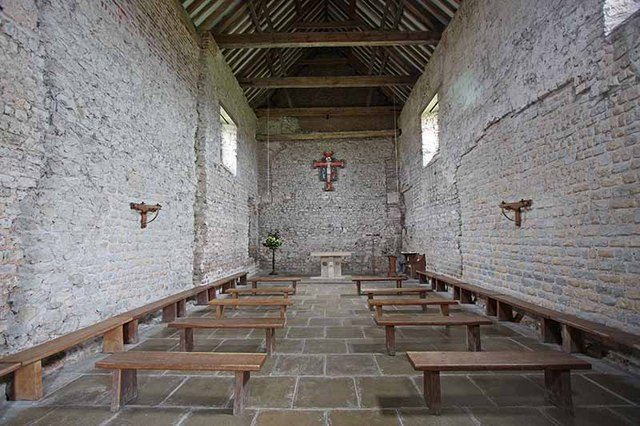
Kirchenschiff

Die angelsächsische Kirche St. Peter-on-the-Wall beim Ort Bradwell-on-Sea in Essex stammt aus der Mitte des 7. Jahrhunderts und ist somit einer der ältesten erhaltenen Kirchenbauten in England.

## Lage
Die Kirche oder Kapelle (chapel) von St. Peter-on-the-Wall liegt ca. 3 km Fußweg nordöstlich von Bradwell on Sea in einer Höhe von ca. 30 m nahe bei der Mündung des Blackwater River in den Ärmelkanal. Nächstgrößere Städte sind Chelmsford (ca. 40 km Fahrtstrecke westlich) bzw. Colchester (ca. 50 km Fahrtstrecke nördlich).

## Geschichte
Der aus Northumbria stammende und im Kloster Lindisfarne ausgebildete Bischof Cedd gründete um das Jahr 654 bei den Ruinen des Römerkastells Othona ein Kloster und ließ eine erste Kirche erbauen, die jedoch in den Jahren darauf vergrößert oder erneuert wurde. Nach dem Tod Cedds (664) kam das Kloster zur Diözese London. In einem Brief aus dem Jahr 1442 an den Bischof von London wird erwähnt, dass die Kirche leicht vergrößert worden sei und einen Dachreiter mit Glocke erhalten habe. Das Dach der Kirche mitsamt dem Dachreiter brannte jedoch wenige Jahrzehnte später ab; daraufhin diente der Bau nicht länger sakralen Zwecken, sondern wurde als Scheune genutzt. Erst im Jahr 1920 wurde der alte Kirchenbau restauriert und neu geweiht. Die Kapelle gehört heute zum Bistum Chelmsford der Church of England und wird von der Pfarrei des Ortes Bradwell on Sea verwaltet.

## Architektur
Die zum Teil aus antiken Bruch- und Ziegelsteinen erbaute Kirche ist ein rechteckiger Saalbau mit offenem Dachstuhl und einem schmucklosen Portal im Westen, über welchem sich ein Rundbogenfenster befindet. Die ehemals vorhandene Apsis ist irgendwann abgerissen worden; ihr Grundriss ist noch erkennbar. Dass die insgesamt drei Rechteckfenster der Längsseiten zum originalen Baubestand gehören, ist eher unwahrscheinlich; auf der Südseite wurde später ein Scheunentor durchgebrochen, das jedoch wieder vermauert wurde. Mauerreste von später abgerissenen Nebengebäuden sind noch erkennbar.